# 库什坦塞格
库什坦塞格，是匈牙利佐洛州所辖的一个村，总面积11.42平方公里，总人口525，人口密度46.0人/平方公里（2010年1月1日）。